# Värmbols GoIF
Värmbols GoIF var en idrottsförening i Katrineholm i Sverige, som bildades 1927 och som bedrev bandy och fotboll. I bandy spelade klubben 7 säsonger i Sveriges högsta division. I herrfotboll spelade klubben i Sveriges tredje högsta division 1975 och 1976. Damfotbollen spelade i Division 2 under större delen av 1980-talet med den framgångsrikaste säsongen 1987, då laget kvalade till Division 1.
Ur klubben bildades den 3 december 1990 Värmbols FC (herrfotboll), DFK Värmbol (damfotboll) samt Värmbol-Katrineholm BK (bandy).